# Сипахи, Несрин
Несрин Акчан Сипахи (род. 29 ноября 1934, Ешилькёй) — турецкая певица, которая специализируется на турецкоязычной музыке. Государственный артист Турции (1998).

## Жизнь
Несрин Сипахи родилась в районе Бакыркёй Стамбула в Турции 29 ноября 1934 года.
Её родители имели крымское происхождение. Два брата, Нихат и Четин, были актёрами театра. Окончила среднюю школу Бакиркёе. После короткого брака в 1950 году, 23 января 1957 года она повторно вышла замуж за Хасана Альдемира Сипахи. Имеет двух сыновей: Юнус Эмре родился в 1957 году и Кандемир в 1968 году.

## Музыкальная карьера
Ещё в подростковом возрасте она заинтересовалась музыкой. Хотя изначально исполняла западную музыку, однако в дальнейшем Несрин Сипахи начала петь турецкую музыку.
В 1953 году она поступила на работу в «Ankara Radio», которое считалось главным учебным центром музыки в то время.
В 1960 году Несрин Сипахи начала работать сценическим исполнителем в Анкаре. После концертов в Турции она также выступала во многих зарубежных странах.
С 1971 года, в своем туре по Советскому союзу она пела также на турецком азербайджанском, русском и армянском языках.
Несрин Сипахи выступала в США, Германии, Франции Канаде, Австралии, Марокко, Тунисе, Сирии, Египте, Испании и на Кипре.
Выпустила около четырёх сотен синглов.
В 1974 году она выпустила «Яшу Фенербахче» («Live Live Fenerbahçe»), боевую песню для ФК «Фенербахче», обложку «Y Viva España»
Как актриса участвовала лишь в одном фильме; «Калбимдеки Серсери» («Мошенник в моем сердце») 1965 года.

## Награды
Имеет в своём активе ряд золотых пластинок.
В 1998 году она получила звание Государственной артистки Турции.
В 2017 году она была отмечена специальной наградой во время церемонии в Президентском комплексе и получила свою награду от Реджепа Тайипа Ердогана.

## Дискография
Начиная с 1970 года, она выпускала LP и CD:
- 1970 — (?): La Chanson D’Amour En Turquie
- 1970 — «Суат Сайн»
- 1970 — Ve İkinci Dünyası
- 1970 — Добавить «Юсуф Nalkesen’in Eserleri»
- 1970 — Добавить"Nesrin Sipahi"
- 1970 — Avni Anıl'ın Eserleri
- 1971 — Bir Bahar Akşamı
- 1972 — Türk Sanat Müziğinden Seçmeler
- 1973 — Ve Türk Sanat Müziğinin 12 Pırlantası
- 1973 — «Осман Нихат Акинин Сечме Эсерлери»
- 1983 — Aşk Mevsime Bakma z
- 1991 — «Несрин сипахи и Ансамбль Кудси Эргунер-Шарки (Love Songs Of Istanbul)»
- 2009 — «Несрин Сипахиден Тюркюлер»